# Pearl Harbor
Pearl Harbor [ˌpɝːlˈhɑːɹbɚ] ist ein natürlicher Hafen und Hauptquartier der Pazifikflotte der United States Navy auf der Insel Oʻahu, Hawaii, Vereinigte Staaten. Weltweit bekannt wurde der Hafen durch den Angriff der japanischen Streitkräfte am 7. Dezember 1941 auf die US-Pazifikflotte während des Zweiten Weltkriegs, der den Kriegseintritt der USA bewirkte. Der Stützpunkt von Pearl Harbor ist eine National Historic Landmark.

## Geschichte

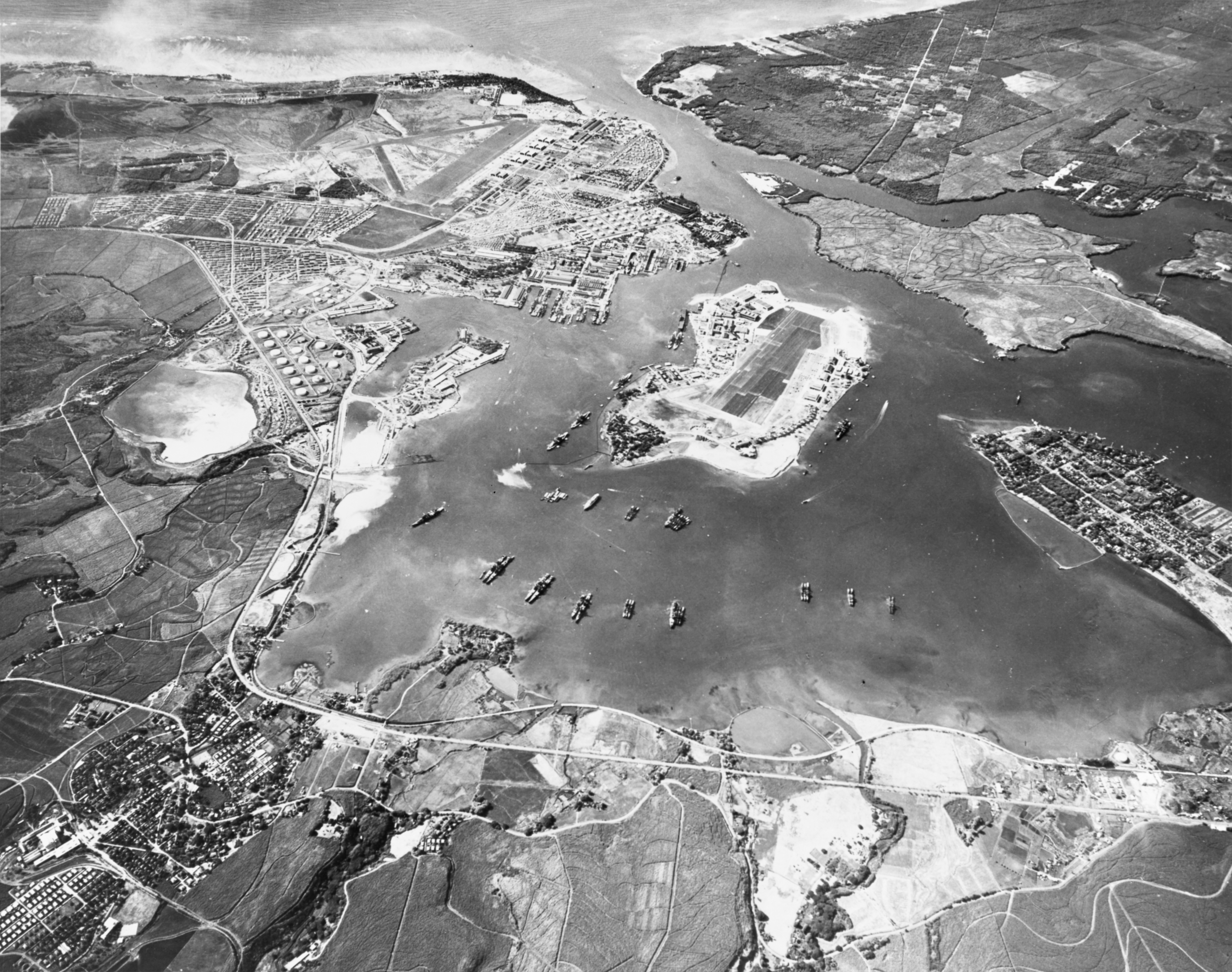
Pearl Harbor im Oktober 1941; in der Mitte Ford Island, links davon die Liegeplätze der Schlachtschiffe, die Battleship Row (Schlachtschiff-Allee)

Die Vereinigten Staaten erhielten 1887 das alleinige Nutzungsrecht über die Bucht, in der später der Marinestützpunkt Pearl Harbor entstand. Ihre strategisch günstige Lage spielte bei den Annexionsbemühungen der Vereinigten Staaten eine wichtige Rolle. Mit den Hafenarbeiten wurde 1898 nach der offiziellen Annektierung durch die Newlands Resolution begonnen. Nach dem Ausbau zum Marinestützpunkt verschaffte Pearl Harbor der United States Navy einen Vorteil bei der Machtentfaltung im pazifischen Raum.
1908 begann die Navy, die Schiffswerft Pearl Harbor Naval Shipyard zu errichten. 1911 wurde ein elf Meter tiefer Kanal fertiggestellt, der großen Schiffen Zugang zum offenen Meer durch eine Sandbank und ein Korallenriff ermöglichte. Das Hafenbecken hat eine maximale Tiefe von 18 Metern.
Bei dem japanischen Angriff auf Pearl Harbor in den Morgenstunden des 7. Dezember 1941 starben 2403 US-Amerikaner; der Marinestützpunkt wurde beschädigt.
Eines der damals gesunkenen Schlachtschiffe Arizona wurde, wie auch die mit dem Schiff gesunkene Besatzung, nie geborgen – das Wrack liegt auf dem Meeresgrund von Pearl Harbor. Über dem Wrack der Arizona wurde eine schwimmende Gedenkstätte, das USS Arizona Memorial, verankert, die mit einem kleinen Boot besucht werden kann. Das Öl, das bis heute aus dem Wrack austritt und das man an der Wasseroberfläche beobachten kann, wird „Tränen der Arizona“ genannt. In unmittelbarer Nähe des Arizona Memorial liegt seit 1998 das Museumsschiff Missouri vertäut. Auf diesem Schlachtschiff wurde am 2. September 1945 in der Bucht von Tokio die bedingungslose Kapitulation Japans unterzeichnet.
Seit dem 29. Januar 1964 hat Pearl Harbor den Status einer National Historic Landmark. Am 15. Oktober 1966 wurde der Marinestützpunkt als Historic District in das National Register of Historic Places aufgenommen. 2008 fasste der damalige US-Präsident George W. Bush mehrere Gedenkstätten, darunter auch mehrere in Pearl Harbor, unter dem Dach des neuen World War II Valor in the Pacific National Monument zusammen. Seit dem 31. Januar 2010 gehört Pearl Harbor zur Joint Base Pearl Harbor-Hickam.